# بخش تارسکی
بخش تارسکی (به لاتین: Tarsky District) یک منطقهٔ مسکونی در روسیه است که در استان اومسک واقع شده‌است.